# Mario Simón Arias-Camisón
Mario Simón Arias-Camisón (Santa Cruz de Paniagua, Cáceres, 31 de diciembre de 1907-2009) fue un escritor, historiador y poeta español, destacado por ser uno de los mejores cultivadores del léxico extremeño de su época.

## Vida
Nació el 31 de diciembre de 1907 en el pueblo de Santa Cruz de Paniagua (Cáceres), retiro espiritual del gran asceta san Pedro de Alcántara. Tras los estudios primarios en su localidad natal, el poeta estudió Magisterio.
Ejerció como maestro nacional en Hervás, Albires, Ayuntamiento de Izagre (León) y Santa Cruz de Paniagua. Se casó con Emilia Pérez y tuvo tres hijos: José Antonio, Felipe y Gonzalo.

## Obra
Podemos diferenciar dos épocas en su vida literaria: una etapa intelectual y otra de retiro personal en su pueblo natal que podemos denominar como etapa suficiente o verdadera.

### Etapa intelectual
Esta etapa abarca hasta que deja su profesión de maestro, en 1970. En este periodo, el poeta se documenta y recibe influencia del siglo de Oro español. Mientras se encuentra fuera de Santa Cruz por trabajo, muestra su preocupación por elogiar su tierra natal y desea plasmar en su obra el amor hacia las personas que allí viven, en especial a las mujeres extremeñas. 
De esta manera, sus primeros poemas son loas por las mujeres del norte de Extremadura que pasan el día en la monotonía del trabajo en el campo y en la casa. Para dejar claras sus raíces, Mario Simón escribe la mayoría de sus composiciones en extremeño, siguiendo el ejemplo del escritor extremeño José María Gabriel y Galán.

Dati priesa mujel, qu'es ya mu tardi
y prestu va a sel hora,
que siempri andamus tan tardíus
comu las cabras cojas.

El fragmento anterior pertenece a su poema Loa a la romería (o Loa a Dios Padre, existen discrepancias en cuanto al título oficial), escrita en 1952, consagrándole como uno de los máximos exponentes de la poesía extremeña y, en particular, de la escrita en el habla extremeña. Este poema fue publicado en una revista local que organizó en su pueblo natal para conmemorar la romería de Dios Padre del 21 de abril de 1952. La revista fue publicada por la Imprenta La Victoria de Plasencia (Cáceres).
Aparte del amoroso, al autor lo embriaga un sentimiento de incertidumbre religiosa, aumentando su fe católica durante los años, que queda reflejado en su poesía. Podemos observar la leve presencia católica de los primeros poemas de Mario Simón en el susodicho poema:

Abri el arca te digu y no te jagas
más la remolona,
qu´es la Romería, Dios Padri Benditu,
día de los grandris y fiesta mu gorda,
y yo mayordomu
y tú mayordoma,
a la Ermita tenemus que dil
lo mismitu qu´el día de la boa.

Esta época destaca por el estudio que realiza de la modalidad dialectal extremeña. Algunos de sus estudios son publicados en el periódico regional Hoy.

### Etapa verdadera
En 1970, el autor se retira a su pueblo natal. Publica varios estudios históricos y algunos mitos, leyendas y tradiciones de su comarca en el periódico Hoy. Es galardonado en numerosos certámenes literarios por sus trabajos por la literatura extremeña. 
Junto a su familia, Mario Simón vuelve a escribir en los años 80. Ahora, su poesía se hace más expresiva. Muestra el amor por su familia y Dios Padre. Este sentimiento se refleja metafóricamente en los monumentos de Santa Cruz de Paniagua y la comarca. Se preocupa más por la calidad de sus obras, aunque no abandona su forma métrica: rima asonante en versos pares, quedando libres los impares. Abandona el uso del castúo y se centra más en conseguir una fonología perfecta, una poesía muy trabajada, que llega a hacer realidad, sobre todo, gracias a la continuidad de versos octosílabos.
El 28 de mayo de 1980 el autor publica «Santa Cruz de Paniagua. La batifora y la Camerá» en el diario Hoy, haciéndose conocido en toda la región. La obra de Mario Simón aumenta cuando incluye otros estilos, como la elegía. Cabe destacar la «Elegía del Humilladero», poema de suma importancia entre sus composiciones, puesto que, por primera vez, abandona sus sentimientos joviales y de alegría y nos muestra la tristeza por la pérdida de la ilusión en la vida, del tiempo... Esto se verá superado gracias a su fe en Dios Padre. 
Podemos hacer una crítica objetiva a los siguientes fragmentos de este elegía por el Humilladero, monumento de Santa Cruz, más comúnmente conocido como Ermita del Cristo o simplemente El Cristo. En él encontramos la presencia de la muerte y del paso del tiempo: un claro ejemplo del tópico del tempus fugit («el tiempo vuela») y de la fugacidad de la vida. Relacionado con el tempus fugit, encontramos el tópico cotidie morimum («la vida es un continuo morir», «el fin de la vida es la muerte»); y el camino hacia el fin de esta vida lo encontramos en «el camino a Aceituna» (pueblo de Cáceres cercano a la localidad natal del autor). La vida como camino es el vitae flumen. Como podemos observar, este poema es totalmente contrario al anteriormente citado en el que se podría llegar a hablar del tópico de la religio amoris o del locus amoenus; lo que nos puede hacer pensar que esta tristeza también es nostalgia del pasado, aurea aetas, o incluso et in Arcadia ego. Aparecen numerosas personificaciones como «las manos del olvido» o «piedras benditas que hoy nos besan». No faltan las alusiones a la religión («Viacrucis», «ermita», «benditas»...). También se encuentran preguntas retóricas y numerosos sustantivos de idealizaciones del cuerpo, con lo que el autor busca alcanzar a Dios.

Caminito de Aceituna
hay una ermita en mi pueblo
muerta a manos del olvido
en el Viacrucis del tiempo.
(...)
¡Piedras benditas que hoy besan
sólo las aves y el viento!
¡Cuando paso a vuestro lado
os miro y no lo comprendo!
¿Es verdad que fueron hombres,
hombres de carne y hueso,
con alma, con corazón,
con ojos y con cerebro?
(...)
Yo no sé si vivirás,
pero si sé que estás muerto,
que sepultado te miro
bajo la laude del tiempo.

Pero la obra cumbre de Mario Simón es, sin lugar a dudas, el libro que escribe (incluyendo por vez primera prosa y verso) por su pueblo natal. Nada más leer el título podemos conocer mucho del autor: Historia lírica y amorosa de Santa Cruz de Paniagua y de su culto y santuarios a Dios Padre por su hijo y devoto Mario Simón Arias-Camisón.
En este libro, de 257 páginas y publicado el 25 de julio de 1990 por Gráficas Sandoval en Plasencia, el autor hace un estudio exhaustivo de la historia de su región, en especial de Santa Cruz de Paniagua: desde los primeros colonizadores hasta finales del siglo XX. Aparece la descripción como elemento fuerte de la obra: es, prácticamente, una guía de viaje que contiene citas de decenas de escritos antiguos e incluso ilustraciones con mapas de la zona para llegar a lugares recónditos. No hay una página en la que el autor no nombre a Dios Padre, considerado creador de lo nombrado en el libro. Es un verdadero libro de historia en verso y prosa con Dios como testigo; todo ello intercalado entre rimas (las rimas escritas durante estos años sin publicaciones de poesía) como las que aparecen en la dedicatoria a su mujer e hijos:

Te di mis Amores
y por Don Divino,
tú los convertiste
en Flor de Tres Hijos:
Tres Lirios Morados
como el propio Cristo.
Sólo otro Milagro
a Dios Padre pido
¡Que a mi muerte los cuatro
estéis conmigo.

Desgraciadamente, su mujer fallece tras editar Sonetos de amor en 2002 (primera y única obra en el siglo XXI hasta la fecha), dedicado a su mujer. Los «lirios morados» son una mención a una leyenda escrita por él sobre unas flores que existen en una ermita de su pueblo (leyenda relatada en el libro histórico). La leyenda cuenta que «durante la crucifixión de Cristo, la sangre que derramó cayó sobre unos lirios rojos y otros blancos; tras los años, un paisano de Santa Cruz encuentra esos lirios convertidos morados en Tierra Santa y los lleva a Santa Cruz, donde son custodiados siglos después por San Pedro de Alcántara».
- Datos: Q11691081